# Aglyptodactylus inguinalis
Az Aglyptodactylus inguinalis a kétéltűek (Amphibia) osztályába, a békák (Anura) rendjébe és az aranybékafélék (Mantellidae) családba tartozó faj. A faj korábban az Aglyptodactylus madagascariensis szinonimája volt, 2015-ben Köhler, Glaw, Pabijan és Vences sorolta be külön fajként.

## Elterjedése
A faj Madagaszkár endemikus faja. A sziget keleti partvidékén a tengerszinttől 480 m magasságig, trópusi esőerdőkben honos.

## Természetvédelmi helyzete
A vörös lista a nem fenyegetett fajok között tartja nyilván. 